# Кумла
Ку́мла (швед. Kumla) — город в центральной части Швеции. Является административным центром коммуны Кумла, входящей в лен Эребру. Кумла лежит в 15 километрах южнее центра лена, города Эребру, на еврошоссе 20.

## Общие сведения
С 1965 года в Кумле находится «Кумла» (Kumlaanstalten) — крупнейшая тюрьма в Швеции (с 257 заключёнными), в которой содержатся наиболее опасные преступники, в том числе содержался Михайло Михайлович — убийца министра иностранных дел Швеции Анны Линд.
В Кумле в 1950 году родился один из известнейших шведских детективных писателей, Хокан Нессер, и в некоторых его романах отражена эта местность.
Футбольный клуб IFK Kumla играет в 3-й лиге чемпионата Швеции.